# Nova Scotia Scotties Tournament of Hearts
Nova Scotia Scotties Tournament of Hearts – prowincjonalne mistrzostwa kobiet Nowej Szkocji w curlingu, zwycięzca występuje jako reprezentacja prowincji na Tournament of Hearts. Zawody rozgrywane są od 1958, Nowa Szkocja brała udział we wszystkich mistrzostwach Kanady - od 1961.

## System gry i kwalifikacje
Obecnie w turnieju rywalizuje ze sobą 8 drużyn, grają systemem kołowym. Najlepszy zespół Round Robin kwalifikuje się bezpośrednio do finału, ekipy z miejsca 2. i 3. rywalizują w półfinale.
Do turnieju finałowego kwalifikują się:
- 6 najlepszych zespołów z Women’s Scotties Qualifier #1
- 2 najlepsze zespoły z Women’s Scotties Qualifier #2

## Mistrzynie Nowej Szkocji
| Rok  | Miasto, klub                        | Czwarta             | Trzecia                 | Druga               | Otwierająca         | Pozycja na ToH |
| ---- | ----------------------------------- | ------------------- | ----------------------- | ------------------- | ------------------- | -------------- |
| 1958 | Middleton, Middleton Curling Club   | Jimmie MacDonald    | Marion Bowlby           | Jean Watcroft       | Alice Marshall      | x              |
| 1959 | Halifax, Halifax Curling Club       | Irene Snow          | Helen Duffus            | Ruth Lewis          | Mary Hatfield       | x              |
| 1960 | Liverpool, Liverpool Curling Club   | Marge Harris        | Audrey Thorbourne       | Dot Rawding         | Effie Laws          | x              |
| 1961 | Lunenburg, Lunenburg Curling Club   | Mona Rhodenizer     | Grace Walters           | Mary Jensen         | Catharine Creighton | 8.             |
| 1962 | Dartmouth, Dartmouth Curling Club   | Pearl Carter        | Bertha Stevens          | Lynn Morse          | Margaret Angus      | 10.            |
| 1963 | Halifax, Mayflower Curling Club     | Shirley Robertson   | Marlene Mullenger       | Ada Matheson        | Molly Nelson        | 6.             |
| 1964 | Halifax, Halifax Curling Club       | Irene Snow          | Jean Nickerson          | Helen Duffus        | Ruth Lewis          |                |
| 1965 | Liverpool, Liverpool Curling Club   | Audrey Thorbourne   | Marina Wood             | Ann Boudreau        | Helen Young         |                |
| 1966 | Halifax, Halifax Curling Club       | Irene Snow          | Jean Nickerson          | Pat Watt            | Mary LeMessurier    | 7.             |
| 1967 | Greenwood, Greenwood Curling Club   | Helen Rowe          | Donna Herron            | June Clow           | Jean Motley         | 8.             |
| 1968 | Halifax, Mayflower Curling Club     | Shirley Robertson   | Doris Anthony           | Donna Flemming      | Hazel Belliveau     | 5.             |
| 1969 | Sydney, North Sydney Curling Club   | Mary Naddaf         | Alice Quirk             | Helen Douglas       | Vera Crane          | 9.             |
| 1970 | Liverpool, Liverpool Curling Club   | Audrey Thorbourne   | Marina Wood             | Pam Randall         | Shirley Wyer        | 8.             |
| 1971 | Stellarton, Stellarton Curling Club | Clare Purdy         | Flo Ives                | Joan MacLeod        | Bette Rann          | 10.            |
| 1972 | Greenwood, Greenwood Curling Club   | Helen Rowe          | Rita Williams           | Sharon Nelson       | Maureen Banyard     | 7.             |
| 1973 | Dartmouth, Dartmouth Curling Club   | Betty Hodgins       | Faye Thornham           | Marjorie White      | Sheilagh Thompson   | 10.            |
| 1974 | Halifax, Mayflower Curling Club     | Joyce Myers         | Sharon Horne            | Penny LaRocque      | Vicky Noseworthy    | 8.             |
| 1975 | Halifax, Halifax Curling Club       | Phyllis MacDonald   | Jo Sutherland           | Joan Renouf         | Alice Shakespeare   | 10.            |
| 1976 | Dartmouth, Dartmouth Curling Club   | Gwen Osbourne       | Liz Young               | Nancy Margeson      | Barb MacKenzie      | 8.             |
| 1977 | Sydney, Sydney Curling Club         | Jean Skinner        | Adine Boutilier         | Shirley Pace        | Barb MacLeod        | 10.            |
| 1978 | Dartmouth, Dartmouth Curling Club   | Penny LaRocque      | Brenda Shutt            | Charmaine Murray    | Wendy Conrad        |                |
| 1979 | Halifax, CFB Halifax Curling Club   | Penny LaRocque      | Brenda Shutt            | Colleen Jones       | Charmaine Murray    | 4.             |
| 1980 | Halifax, CFB Halifax Curling Club   | Colleen Jones       | Sally Saunders          | Margie Knickle      | Barbie Jones        |                |
| 1981 | Truro, Truro Curling Club           | Judy Burgess        | Yvonne Bagnell          | Mary Bentley        | Beth Smith          | 11.            |
| 1982 | Halifax, Halifax Curling Club       | Colleen Jones       | Kay Smith               | Monica Jones        | Barbie Jones Gordon |                |
| 1983 | Halifax, CFB Halifax Curling Club   | Penny LaRocque      | Sharon Horne            | Cathy Caudle        | Pam Sanford         |                |
| 1984 | Halifax, Halifax Curling Club       | Colleen Jones       | Wendy Currie            | Monica Jones        | Barbie Jones Gordon |                |
| 1985 | Halifax, CFB Halifax Curling Club   | Virginia Jackson    | Marg Cutcliffe          | Joan Hutchinson     | Sherry Jackson      |                |
| 1986 | Halifax, Halifax Curling Club       | Colleen Jones       | Penny LaRocque          | Cathy Caudle        | Sue Robinson        | 8.             |
| 1987 | Halifax, CFB Halifax Curling Club   | Virginia Jackson    | Marg Cutcliffe          | Joan Hutchinson     | Sherry Jackson      | 11.            |
| 1988 | Truro, Truro Curling Club           | Judy Burgess        | Mary Baird              | Colleen Pinkney     | Karen Hennigar      | 11.            |
| 1989 | Halifax, Halifax Curling Club       | Colleen Jones       | Mary Mattatall          | Monica Moriarity    | Kelly Anderson      | 4.             |
| 1990 | Halifax, Halifax Curling Club       | Heather Rankin      | Beth Rankin             | Judy Power          | Sue Green           |                |
| 1991 | Halifax, Halifax Curling Club       | Colleen Jones       | Mary Mattatall          | Kim Kelly           | Nancy Reid          | 7.             |
| 1992 | Halifax, Halifax Curling Club       | Colleen Jones       | Mary Mattatall          | Kim Kelly           | Sue Green           | 6.             |
| 1993 | Halifax, Halifax Curling Club       | Colleen Jones       | Heather Rankin          | Kay Zinck           | Mary Ann Arsenault  | 6.             |
| 1994 | Halifax, Halifax Curling Club       | Colleen Jones       | Kay Zinck               | Angie Romkey        | Kim Kelly           | 7.             |
| 1995 | Halifax, Mayflower Curling Club     | Virginia Jackson    | Janet Jesty             | Tracy Jennings      | Sue Harris          | 12.            |
| 1996 | Halifax, Halifax Curling Club       | Colleen Jones       | Kay Zinck               | Kim Kelly           | Nancy Delahunt      | 7.             |
| 1997 | Halifax, Mayflower Curling Club     | Colleen Jones       | Helen Radford           | Kim Kelly           | Nancy Delahunt      | 9.             |
| 1998 | Halifax, Mayflower Curling Club     | Mary Mattatall      | Angie Bryant            | Lisa MacLeod        | Heather Hopkins     | 10.            |
| 1999 | Halifax, Mayflower Curling Club     | Colleen Jones       | Kim Kelly               | Mary Anne Waye      | Nancy Delahunt      |                |
| 2000 | Halifax, Mayflower Curling Club     | Kay Zinck           | Heather Smith-Dacey     | Krista Bernard      | Laine Peters        | 5.             |
| 2001 | Halifax, Mayflower Curling Club     | Colleen Jones       | Kim Kelly               | Mary Anne Waye      | Nancy Delahunt      |                |
| 2002 | Halifax, Mayflower Curling Club     | Meredith Doyle      | Beth Iskiw              | Candice MacLean     | Krista Trider       | 7.             |
| 2003 | Truro, Truro Curling Club           | Nancy McConnery     | Colleen Pinkney         | Shelley MacNutt     | Wendy Currie        | 7.             |
| 2004 | Halifax, Mayflower Curling Club     | Heather Smith-Dacey | Meredith Doyle          | Laine Peters        | Beth Iskiw          | 8.             |
| 2005 | Halifax, Mayflower Curling Club     | Kay Zinck           | Mary Mattatall          | Candice Mittelstadt | Monica Moriarity    | 8.             |
| 2006 | Halifax, Mayflower Curling Club     | Colleen Jones       | Kim Kelly               | Mary Ann Arseneault | Nancy Delahunt      |                |
| 2007 | Halifax, Mayflower Curling Club     | Jill Mouzar         | Meredith Doyle Harrison | Teri Lake           | Hayley Clarke       | 10.            |
| 2008 | Halifax, Mayflower Curling Club     | Mary Ann Arseneault | Kim Kelly               | Laine Peters        | Nancy Delahunt      | 6.             |
| 2009 | Dartmouth, Dartmouth Curling Club   | Nancy McConnery     | Jennifer Crouse         | Sheena Gilman       | Jill Thomas         | 11.            |
| 2010 | Dartmouth, Dartmouth Curling Club   | Nancy McConnery     | Jennifer Crouse         | Sheena Gilman       | Jill Thomas         | 12.            |
| 2011 | Halifax, Mayflower Curling Club     | Heather Smith-Dacey | Danielle Parsons        | Blisse Comstock     | Teri Lake           |                |
| 2012 | Halifax, CFB Halifax Curling Club   | Heather Smith-Dacey | Danielle Parsons        | Blisse Comstock     | Teri Lake           | 10.            |
| 2013 | Halifax, Mayflower Curling Club     | Mary-Anne Arsenault | Colleen Jones           | Kim Kelly           | Jennifer Baxter     | 8.             |
| 2014 | Halifax, Mayflower Curling Club     | Heather Smith       | Jill Brothers           | Blisse Joyce        | Teri Lake           | 7.             |
| 2015 | Halifax, Mayflower Curling Club     | Mary-Anne Arsenault | Christina Black         | Jane Snyder         | Jennifer Baxter     | 7.             |

## Reprezentacja Nowej Szkocji na Tournament of Hearts i mistrzostwach świata
Zespoły z Nowej Szkocji po 4 razy stawały na dwóch pierwszych stopniach podium mistrzostw kraju oraz 5 razy na 3. miejscu. Złote medale zdobywały zespoły Collen Jones i Penny LaRocque. Ponadto Jones wystąpiła pięciokrotnie jako Team Canada, w latach 2002, 2003 i 2004 obroniła tytuły mistrzowskie.
W pierwszym występie na mistrzostwach świata, w 1982 reprezentantki Nowej Szkocji uplasowały się na 5. pozycji. Rok później inna drużyna wywalczyła brąz. W 1999 Jones ponownie zajęła 5. miejsce. Jej ponowny występ w 2001 zakończył się już zdobyciem tytułu mistrzowskiego, w finale Kanadyjki pokonały Anette Norberg 2:5.
Przez trzy kolejne lata Jones zdobywała mistrzostwo Kanady, jednak już jako Team Canada. W występach na mistrzostwach świata 2002 zajęła 4. miejsce. W 2003 uległa w finale Debbie McCormick, rok później wywalczyła swój drugi tytuł mistrzowski pokonując w finale norweską drużynę Dordi Nordby.
Dodatkowo Collen Jones aż 16 razy zdobywała tytuł mistrzyni prowincji, w tym 14 razy jako skip. Łącznie z występami jako drużyna broniąca mistrzostwa kraju, Jones na Tournament of Hearts zagrała 21 razy i zdobyła 6 tytułów mistrzowskich, co jest najlepszym rezultatem w historii.